# Pniewo (powiat kolski)
Pniewo – wieś w Polsce położona w województwie wielkopolskim, w powiecie kolskim, w gminie Chodów.
W latach 1975–1998 miejscowość należała administracyjnie do województwa konińskiego.
Zobacz też: Pniewo, Pniewo Wielkie, Pniewo-Czeruchy, Pniewo-Kolonia